# Neon Genesis Evangelion: Ayanami Raising Project
Neon Genesis Evangelion: Ayanami Raising Project (新世紀エヴァンゲリオン 綾波育成計画 Shin Seiki Evangelion: Ayanami Ikusei Keikaku?, lit. "Proyecto de crianza de Ayanami) es un videojuego de simulación creado por Gainax y BROCCOLI, basado en Neon Genesis Evangelion para Microsoft Windows y Dreamcast.
La versión de PlayStation 2 y su port de Nintendo DS se llaman Shin Seiki Evangelion: Ayanami Ikusei Keikaku with Asuka Hokan Keikaku (新世紀エヴァンゲリオン 綾波育成計画withアスカ補完計画 lit "[...] con proyecto suplementario de Asuka"?).

## Descripción general
En el juego, el jugador toma el papel de un oficial de NERV que ha sido asignado a Tokyo-3. Tras la reunión con el comandante Gendo Ikari, que está a cargo de cuidar a la Primera Niña, la misteriosa piloto del EVA 00, Rei Ayanami. El jugador decide la programación semanal, el equilibrio entre la educación, los derechos en NERV y el ocio. Este recibe el nombre de Teniente o Sanii.

## Personajes

### Rei Ayanami
Piloto del Eva 00. Tiene 14 años, de tez muy pálida y carente de emociones hacia la gente, ella es extremadamente seria sobre su trabajo, lo define como su único propósito en la vida. Durante el juego, la personalidad de Rei y la actitud va a cambiar y ser algo diferente de su representación en el anime. Una serie de resultados respecto a su futuro son posibles, incluidas las relaciones románticas, y posiblemente incluso su matrimonio con el jugador.

### Gendo Ikari
Es el comandante de NERV, y la única persona a quien Rei inicialmente muestra alguna emoción. Intimidante y despiadado, que está comprometido con la destrucción de los Ángeles que periódicamente atacar la ciudad, a cualquier costo. El Teniente recibe su sueldo (¥ 20.000 por mes, 40.000 con Asuka) directamente desde el comandante.

### Ritsuko Akagi
Es la científica más importante de NERV, y la primera persona con quien el teniente se reúne en el juego. De vez en cuando se le informa sobre la condición de Rei, especialmente durante las visitas a NERV.

### Misato Katsuragi
Es otra funcionaria de alto rango de NERV, y la táctica para la mayoría de las batallas. Ella y el Teniente parece que se conocen, ya que no muestra absolutamente ninguna duda en la transmisión de los trabajos difíciles para él o para pedirle que le prestara dinero.

### Shinji Ikari
Es el Tercer Niño, piloto del EVA 01, así como el hijo de Gendo. Él es un muchacho tímido e introvertido que alberga un profundo resentimiento hacia su padre. Por otra parte, él y el teniente se llevan bastante bien y, a veces las notas de cambio. Él es la otra posibilidad romántica de Rei.

### Asuka Langley Soryu
Es la Segunda Niña, piloto del EVA 02. Es mitad alemana, bastante arrogante y bravucona. En la versión para PS2, si el jugador pasa a través de ciertas escenas de la ruta, Asuka queda desbloqueada. En este recorrido, el jugador es guardián de Asuka, en lugar de Rei.

### Hikari Horaki
Es la representante del salón de clase de Rei en la escuela. Al igual que otros personajes, se refiere al jugador por su rango. Ella juega un papel algo más grande en la ruta de Asuka, ya que ella es la mejor amiga de Asuka.

### Toji Suzuhara
Es uno de los amigos de Shinji de la escuela. Tiene una hermana que es tratada en un hospital de NERV, y visita a menudo a ella. Él es relativamente amable con el teniente, pero es muy antagónico hacia Asuka.

### Kensuke Aida
Es otro de los amigos de Shinji y junto con Toji y Shinji se conocen como los Tres Chiflados. Un fanático de lo militar, utiliza una gran cantidad de habla militar con el jugador.

### Maya Ibuki
Es una de las técnicas de NERV. Ella parece estar bastante familiarizada con el personaje del jugador, a menudo quejándose de trabajo. En caso de Rei desarrolla sentimientos románticos por el teniente, Maya expresa su consternación y el horror. Si el jugador es el guardián de Asuka, en cambio, Asuka alegremente manipula el teniente ajeno a lo que sugiere que está en una relación sexual con él, que (como era de esperar) horroriza a Maya.

## Neon Genesis Evangelion: Ayanami Raising Project with Asuka Supplementing Project
Neon Genesis Evangelion: Ayanami Raising Project with Asuka Supplementing Project (新世紀エヴァンゲリオン 綾波育成計画withアスカ補完計画, Shin Seiki Evangelion: Ayanami Ikusei Keikaku with Asuka Hokan Keikaku) es la versión del videojuego para PlayStation 2 y Nintendo DS.
La versión PS2 se lanzó el 11 de diciembre de 2003 y tiene la ruta original de Ayanami, así como una nueva ruta de Asuka que se puede desbloquear, al igual que el port de Nintendo DS que fue lanzado el 27 de agosto de 2008.